# Nayakas
Como las dinastías Nayaka o Nayaka (del "líder" sánscrito यकायक nāyaka) se refieren a varias dinastías del sur de la India, que surgieron de la decadencia del Imperio vijayanagara.
Después de la aparición del Imperio Vijayanagara en el siglo XIV, sus gobernantes establecieron gobernadores militares de habla telugu, que administraban partes del imperio y llevaban el título de Nayaka. Cuando el Imperio pereció en 1565 después de la aplastante derrota contra los Sultanatos del Decán en la Batalla de Talikota, muchos de los Nayakas llenaron el vacío de poder resultante al volverse autosuficientes. Entre las dinastías Nayaka más importantes estaban:
- Nayakas de Madurai
- Nayakas de Tanjore
- Nayakas de Gingee
- Nayakas de Kalahasti
- Nayakas de Chitradurga
- Nayakas de Vellore
- Nayakas de Kandy
- Nayakas de Keladi

- Datos: Q1530035